# Lidy B. Nacpil
Lidy B. Nacpil (Filipines, dècada del 1960) es una defensora dels drets humans filipina, que treballa en temes econòmics, mediambientals, socials i de justícia de gènere i ha intentat obtenir l'anul·lació del deute al seu país.
Nacpil va créixer sota el règim de Ferdinand Marcos i va participar en moltes protestes. El 1986, es va casar amb Lean Alejandro, que fou assassinat pel règim el 19 de setembre de 1987. Des de llavors Nacpil ha seguit treballant per la justícia econòmica i social. És coordinadora de Jubilee South-Àsia Pacific Movement on Debt and Development (JSAPMDD), una aliança regional d'organitzacions sense ànim de lucre, coordinadora de la Global Campaign to Demand Climate Justice (DCJ), membre de la junta d'Oxfam GB i membre del Coordinating Committee of the Global Alliance on Tax Justice (GATJ). També és la coordinadora del Philippine Movement for Climate Justice (PMCJ) i vicepresidenta de la Freedom From Debt Coalition.
Nacpil és cofundadora de Fight Inequality Alliance, un grup d'organitzacions sense ànim de lucre que lluiten contra la desigualtat.